# 코마 (2019년 영화)
《코마》(러시아어: Кома)는 2019년 공개된 러시아의 SF 영화이다.

## 배역
- 리날 무하메토프 - 빅토르 역
- 콘스탄틴 라브로넨코 - 얀 역
- 안톤 팜부시니 - 팬텀 역
- 리우보프 악세노바 - 플라이 역